# Broederschapskapel

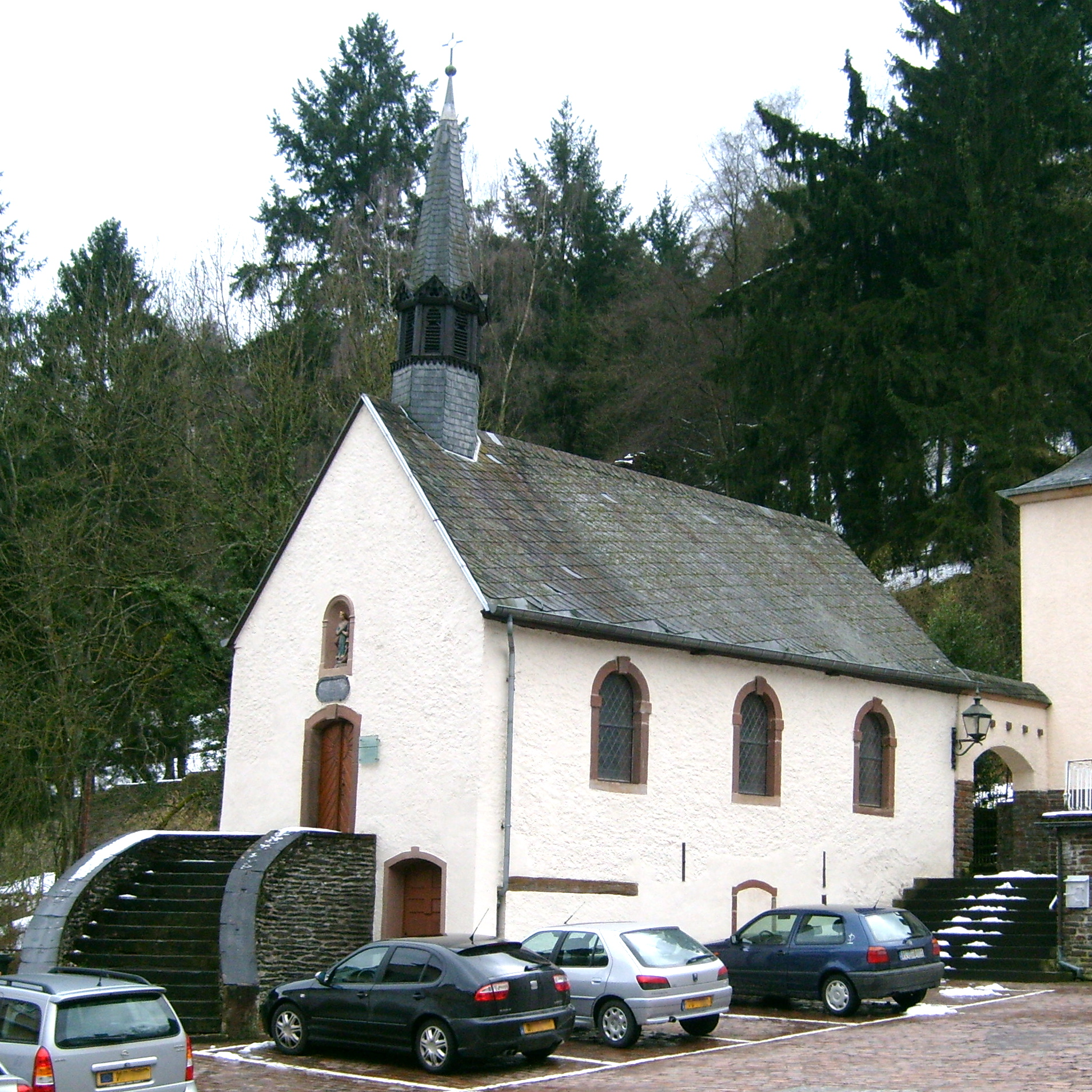
Broederschapskapel

De Broederschapskapel (Duits: Sodaliteitskapelle) is een kapel in de Luxemburgse stad Vianden.
De kapel ligt naast de Trinitariërskerk en het Trinitariërsklooster. In 1736 stichtten de Trinitariërs de Onze-Lieve-Vrouwebroederschap (Confrérie de la sodalité mariale) en in 1761 werd de Broederschapskapel opgericht. Het is een eenvoudig zaalkerkje onder zadeldak, voorzien van een dakruiter.
De kapel bezit een gepolychromeerd altaar.
In 1937 werd de kapel geklasseerd als nationaal monument.

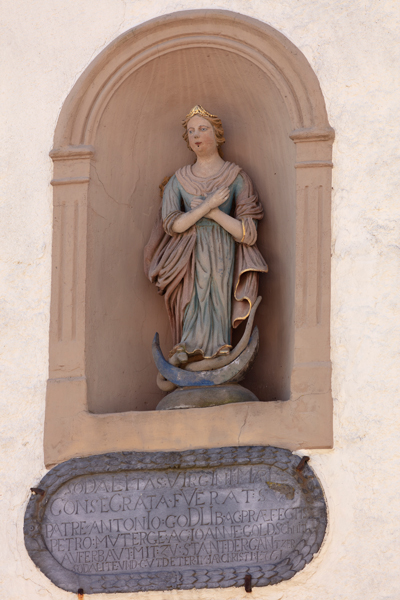
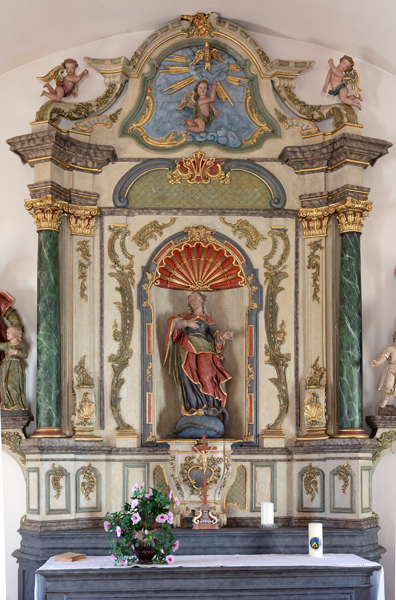
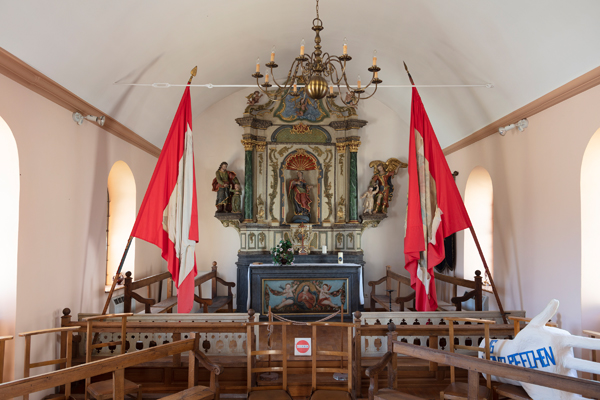